# Fichtenzeisig
Der Fichtenzeisig (Spinus pinus) ist eine nordamerikanische Finkenart.

## Merkmale
Der 13 cm lange Fichtenzeisig hat ein bräunliches Gefieder mit blasser Unterseite, schmale bräunliche und breite gelbe Flügelbinden und gelbe Flecken am Schwanzansatz. Das Männchen ist meist gelblicher.

Verbreitung in Nordamerika

Der Schwanz ist gegabelt.

## Vorkommen
Der Fichtenzeisig lebt in Nadelwäldern, Parks und Wiesen in Nordamerika von Alaska bis ins mexikanische Gebirge. Die nördlichen Populationen überwintern im Süden.

## Verhalten
Außerhalb der Paarungszeit schließen sich die Vögel zu Schwärmen mit zum Teil mehreren hundert Tieren zusammen. Zur Nahrung gehören Samen von Birken, Erlen und Zedern, aber auch Insekten und Knospen, die sie am Boden oder auf Bäumen suchen. Manchmal sieht man den Fichtenzeisig kopfüber an Fichtenzapfen hängen.

## Fortpflanzung
Der Fichtenzeisig brütet in kleinen Kolonien. Ein Schalennest in einem Nadelbaum aus Gras, Wurzeln und Moos wird mit Distelwolle, Tierhaaren und Federn ausgepolstert. Das Weibchen hält das Gelege mit drei bis vier Eiern fast ununterbrochen warm und verlässt daher kaum das Nest. Es wird in dieser Zeit vom Männchen mit Futter versorgt.

## Unterarten
Es wurden drei Unterarten beschrieben:
- S. p. pinus (Wilson, A, 1810)[2] – Die Nominatform ist von Alaska, über Kanada und den Westen sowie Nordosten der USA verbreitet.
- S. p. macroptera (Bonaparte, 1850)[3] – Diese Unterart ist im Nordwest und zentralen Mexiko verbreitet
- S. p. perplexa Van Rossem, 1938[4] – Diese Unterart kommt im Süden Mexikos bis Guatemala vor.